# Poggiodomo
Poggiodomo es una localidad y comune italiana de la provincia de Perugia, región de Umbría, con 135 habitantes.

## Evolución demográfica
| Gráfica de evolución demográfica de Poggiodomo entre 1861 y |
|                                                             |
| Fuente ISTAT - elaboración gráfica de Wikipedia             |